# Delphine Pelletier
Delphine Pelletier, née le 16 juin 1977 à Bourges, est une triathlète professionnelle française. Elle est triple championne de France et quintuple championne de France longue distance.

## Biographie

### Jeunesse
Delphine Pelletier commence le triathlon à 18 ans après avoir pratiqué la natation. En 1996, elle est sacrée championne de France junior, et termine quatrième des championnats d'Europe juniors. Elle prend la 5e place en 1998 du championnat de France puis la première en 2002, 2003 et 2008. 

### Carrière
Membre de l'équipe de France, elle obtient sa sélection et participe à la course olympique lors des Jeux 2004 à Athènes. Elle apprend juste avant son départ pour Athènes qu'elle est enceinte, ce qui ne l’empêche pas de participer à l'épreuve olympique et, au terme d'une course difficile, elle termine en 2 h 22 min 39 s dans les dernières positions.
En 2011, elle remporte son second titre consécutif sur le championnat de France longue distance. Sortie de l’eau avec un retard de plus de trois minutes sur Camille Donat, elle reprend l'avantage sur la partie vélo et porte son avance jusqu'à six minutes trente sur ses poursuivantes au départ de la course à pied. L’écart ne sera jamais comblé et Delphine Pelletier accroche un nouveau titre de championne de France à son palmarès.
La fin de saison 2011 est plus difficile, se mêlent blessures et problèmes personnels. Elle confie la relance et la réorganisation de sa carrière à Yves Cordier, et ce dernier lui permet de retrouver son niveau. En 2012, elle annonce qu'elle mettra un terme à sa carrière en fin de saison 2013, clôturant à 35 ans un parcours professionnel entamé en 1996. Elle inscrit à son programme final des compétitions prestigieuses comme le championnat de France longue distance qui se déroule à Calvi ou les championnats du monde longue distance qui se déroulent en France en 2013.
En juin 2013, elle participe à son premier Ironman à Nice et prend la troisième place derrière Jeanne Collonge en 9 h 22 min 27 s. Elle remporte ce même mois, à Calvi en Corse et pour sa dernière participation, son cinquième championnat de France longue distance, devant la sociétaire du Triathl'Aix, Alexandra Louison. Dans cet ultime championnat, elle surclasse ses adversaires et pose son vélo avec dix minutes d'avance. Elle gère le semi-marathon aisément pour passer la ligne d'arrivée en tête avec une belle émotion.

### Reconversion
Elle met un terme un peu plus tôt que prévu à sa carrière, en cours de saison 2013 après avoir contracté un cytomégalovirus quelque temps plus tôt. Elle rejoint l'Olympic Nice Natation, à la demande de son dernier entraineur Yves Cordier, qui lui propose de s'investir en tant qu'entraineur de la section triathlon et d'y transmettre son expérience. Depuis 2015, elle travaille au sein d'un club d'entraînement optimisé à Nice.

## Palmarès
Le tableau présente les résultats les plus significatifs (podium) obtenus sur le circuit national et international de triathlon depuis 2002.
| Année | Compétition                                             | Position      | Temps           |
| ----- | ------------------------------------------------------- | ------------- | --------------- |
| 2013  | Championnat de France longue distance                   |               | 4 h 42 min 36 s |
| 2013  | Ironman France                                          |               | 9 h 22 min 37 s |
| 2012  | Triathlon XL de Gérardmer                               |               | Timing          |
| 2012  | Tristar111 Cannes                                       |               | 4 h 0 min 7 s   |
| 2011  | Championnat de France longue distance                   |               | 4 h 30 min 23 s |
| 2011  | Half Challenge Barcelona                                |               | Timing          |
| 2010  | Championnat de France longue distance                   |               | 4 h 33 min 55 s |
| 2010  | Triathlon XL de Gérardmer                               |               | 5 h 7 min 18 s  |
| 2009  | Championnat du monde longue distance en Australie       |               | Timing          |
| 2009  | Championnat de France longue distance                   |               | 6 h 28 min 58 s |
| 2009  | Triathlon XL de Gérardmer                               |               | 5 h 13 min 15 s |
| 2008  | Championnat de France                                   |               | 2 h 0 min 58 s  |
| 2008  | Championnat d'Europe longue distance                    |               | 7 h 7 min 44 s  |
| 2008  | Championnat de France longue distance                   |               | 4 h 22 min 40 s |
| 2008  | Triathlon XL de Gérardmer                               |               | Timing          |
| 2007  | Championnat de France                                   |               | 2 h 17 min 28 s |
| 2007  | Championnat du monde longue distance par équipes        |               |                 |
| 2007  | Championnat de France longue distance                   |               | 7 h 16 min 30 s |
| 2006  | Championnat de France                                   |               | 2 h 9 min 11 s  |
| 2004  | Championnat de France                                   |               | Timing          |
| 2003  | Grand Prix de triathlon - Étape de Charleville-Mézières | Médaille d'or | Timing          |
| 2003  | Championnat de France                                   |               | Timing          |
| 2002  | Championnat de France                                   |               | Timing          |